# Carriers at War
Carriers at War — компьютерная стратегическая игра в жанре варгейм. Была разработана и выпущена компанией Strategic Studies Group в 1992 году. Ремейк игры Carriers at War 1941-1945: Fleet Carrier Operations in the Pacific. Игровой процесс игры заключается в управлении военно-морским флотом.
В игре появился современный оконный интерфейс, 16-битная графика и анимация.

## Игровой процесс

Сражение

Игровой процесс остался похожим на оригинал 1984 года. Сражения ведутся в реальном времени с возможностью остановить время в любой момент для раздачи приказов. Появились новые типы повреждений: пожар на авианосце может наносить урон долговременно, либо быть потушен. Самолёты стало можно осматривать в индивидуальном порядке.
В игре присутствуют авианосцы и авиация, которыми может управлять игрок, а также подводные лодки и ПВО, которые управляются компьютером. Все корабли и самолёты объединяются в отряды, входящими в соединения, каждым из которых руководит определенный генерал или адмирал. Игрок может выбрать какие генералы и адмиралы будут управляться людьми, а какие искусственным интеллектом.

## Сюжет
Сюжет игры остался неизменным. Игра все так же состоит из шести сценариев: Нападение на Пёрл-Харбор, Сражение в Коралловом море, Битва за Мидуэй, Сражение у восточных Соломоновых островов, Бой у островов Санта-Крус и Битва при Марианских островах.

## Construction Kit
В 1993 году Strategic Studies Group выпустила дополнение под названием Construction Kit, совместимое как с Carriers at War, так и с Carriers at War II. Это дополнение содержало полноценный редактор, позволяющий создавать новые и редактировать уже имеющиеся сценарии.
Помимо редактора, дополнение включало в себя три новых сценария: Битва за остров Уэйк, Битва за Гуадалканал, Битва за Тараву.

## Продолжение
В 1993 вышло полноценное продолжение — Carriers at War II: Fleet Carrier Operations in Southeast Asia 1936—1946. В 1996 году было выпущено издание Complete Carriers at War, включавшее в себя обе части с дополнительными сценариями. В 2007 году Strategic Studies Group выпустила очередной ремейк игры — Carriers at War (2007).

## Отзывы
Иван Брукс из журнала Computer Gaming World поставил игре 3.5 из 5 и отметил приятную графику, а также хорошее использование современных технологий. Главным недостатком было названо отсутствие кампании. В журнале Dragon игре была поставлена оценка 4 из 5. Рецензент отметил, что игра предоставляет хорошую реиграбельность и похвалил изображения сухопутных и морских войск. Из недостатков была отмечена бедная анимация. Игра заняла 90-е место в списке «Лучших игр всех времен» Computer Gaming World в 1996 году